# Le stagioni dell'amore
Le stagioni dell'amore (Love! Valous! Compassion!) è un film del 1997 diretto da Joe Mantello, tratto dalla commedia Love! Valour! Compassion! di Terrence McNally, che ha curato anche la sceneggiatura dell'adattamento cinematografico della sua pièce. Love! Valour! Compassion! aveva fatto il suo debutto a Broadway nel 1995, vincendo il Tony Award alla migliore opera teatrale; gran parte del cast originale di Broadway tornò a ricoprire i rispettivi ruoli nel film, con l'eccezione di Nathan Lane, sostituito da Jason Alexander, e di Anthony Head, rimpiazzato da Stephen Spinella.

## Trama
Otto amici gay si riuniscono ogni anno nella casa al lago di Gregory in occasione dei weekend del Memorial Day, del 4 luglio e del Labor Day. Gregory è un acclamato coreografo a Broadway, ma raggiunta la mezza età l'uomo teme di aver perso l'ispirazione e trova conforto nella relazione con il giovane Bobby, un assistente legale cieco. Tutti gli invitati alla casa al lago di Gregory sono in qualche modo connessi al suo lavoro. Arthur e il suo fidanzato di vecchia data Perry sono consulenti, John Jeckyll è un répétiteur inglese e promiscuo, Buzz Hauser è un costumista. Insieme a loro ci sono per la prima volta due estranei: Ramon, l'amorazzo estivo di James, e il fratello gemello del pianista, James. Nel corso del weekend, Ramon e James troveranno un loro posto nel gruppo, il primo con il suo spirito estroverso e il secondo con la sua mitezza. Mentre il gruppo mette in scena un allestimento en travesti de Il lago dei cigni, gli otto flirtano tra loro, tradiscono i loro compagni e discutono di AIDS e politica.

## Distribuzione
La pellicola fece il suo debutto nelle sale statunitensi il 25 gennaio 1997 e incassò 2.9 milioni di dollari negli Stati Uniti.